# Steven Osborne
Steven George Osborne, OBE (ur. 12 marca 1971) – szkocki pianista. 
Laureat 1. nagrody na Międzynarodowym Konkursie Pianistycznym im. Clary Haskil w Vevey (1991). Nagrał dla wytwórni płytowej Hyperion między innymi Esquisses op. 63 Alkana, Vingt regards sur l’enfant-Jésus Messiaena, Harmonies poétiques et religieuses Liszta i utwory Kapustina. Występuje z wieloma orkiestrami. W 2022 został odznaczony Orderem Imperium Brytyjskiego za zasługi dla muzyki.